# Cykl życia produktu
Cykl życia produktu – pojęcie z teorii marketingu oznaczające okres, w którym produkt jest obecny na rynku. Innymi słowy jest to rynkowy cykl życia produktu.
Cykl ten składa się z czterech faz:
- wprowadzenie na rynek
- wzrost sprzedaży
- nasycenie/dojrzałość
- spadek sprzedaży.

Cykl życia produktu często obrazowany jest za pomocą wykresu funkcji, gdzie oś x to czas, jaki produkt obecny jest na rynku, a oś y to wielkość sprzedaży.

## Wprowadzenie
W tej fazie podejmowane są działania w zakresie informowania klientów o pojawieniu się produktu na rynku. Z marketingowego punktu widzenia wymaga ona ogromnych nakładów na poinformowanie potencjalnych odbiorców o istnieniu produktu. Niekiedy w fazie tej odbywa się edukowanie konsumentów o sposobie użytkowania produktu. Wysokie nakłady na promocję oraz dystrybucję, a także wcześniejsze: na zaprojektowanie i wdrożenie produktu, rekompensowane są w pewnym stopniu przez cenę i marżę. Cena jednak musi być dostosowana do możliwości nabywczych konsumentów oraz zachęcać ich do zakupu. Zatem ceny nowych produktów najczęściej ustalane są na poziomie jedynie zapewniającym zwrot kosztów.
Jednak przedsiębiorstwo w fazie wprowadzenia produktu na rynek może przyjąć jedną ze strategii marketingowych:
- strategię szybkiego „zbierania śmietanki”,
- strategię wolnego „zbierania śmietanki”,
- strategię szybkiej penetracji,
- strategię wolnej penetracji.

Strategia szybkiego „zbierania śmietanki” polega na ustanowieniu dość wysokiej ceny na produkt oraz jednoczesnym intensywnym promowaniu nowości rynkowej. Strategia ta może być stosowana, gdy niewielu klientów jest świadomych istnienia produktu oraz gdy na rynku występuje silna konkurencja. Szeroko zakrojone działania promocyjne pozwalają wtedy zbudować pozytywny wizerunek, a zachęceni klienci gotowi są zapłacić wyższą cenę.
Strategia wolnego „zbierania śmietanki” to również ustawienie ceny na wysokim poziomie, ale połączone z mniejszymi nakładami na promocję. Powoduje to, że przedsiębiorstwo dłużej będzie musiało czekać na zysk ze sprzedaży, ale będzie on tym większy, im bardziej będzie wzrastała sprzedaż. Strategię tę można stosować na ograniczonych rynkach i w przypadku, gdy konsumenci są świadomi istnienia dobra.
Szybkie zwiększenie udziałów produktu w rynku jest możliwe przy zastosowaniu strategii szybkiej penetracji, tj. ustanowienia cen na niskim poziomie oraz poniesienia wysokich nakładów na promocję. Strategia ta jest odpowiednia dla rozległych rynków oraz nieznanych produktów – wysoka promocja zapewnia szybkie poznanie dobra, a niska cena zachęca do zakupu. Stąd też wynika ograniczenie dla potencjalnych konkurentów. Niska cena stanowi dla nich barierę wejścia na rynek, a tym samym produktowi zapewnia szeroką penetrację. Główny zysk przedsiębiorstwa jest kształtowany przez wielkość sprzedaży.
Strategia wolnej penetracji możliwa jest do zastosowania gdy zagrożenie ze strony konkurentów jest niewielkie, konsumenci wiedzą o istnieniu produktu, rynek jest rozległy, a nabywcy wrażliwi na poziom cen. Strategia ta polega na stosowaniu niskich cen oraz ograniczonych wydatków na promocję. Pozwala to osiągnąć wysokie zyski w długim okresie.

## Wzrost
Faza, w której następuje najszybszy wzrost sprzedaży, powodujący obniżenie kosztów jednostkowych produkcji oraz promocji oraz dalszy wzrost rynku. O ile w fazie wprowadzenia na rynek towar nie miał konkurentów, to na etapie wzrostu pojawiają się już substytuty produktu. Zatem z punktu widzenia przedsiębiorstwa istotne jest stałe powiększanie udziału w rynku. Może się to odbywać przez obniżenie ceny i marży. Ilość substytutów oraz ich siła oddziaływania na rynek może wymusić na producencie konieczność modyfikacji swojego produktu.

## Dojrzałość
Sprzedaż w tej fazie rośnie, ale wzrost ten jest słabszy niż wzrostu występujący w fazie poprzedniej. Producent w tej fazie powinien podejmować działania w zakresie zdobywania nowych rynków czy nowych segmentów rynku, na którym przedsiębiorstwo funkcjonuje.
W tej fazie można mówić już o stałych użytkownikach produktu – takich, którzy wypróbowali towar i powtarzają zakup. Ich zakupy dostarczają firmie znacznych zysków, gdyż na rynku działa już wtedy wielu konkurentów, pomiędzy których rozdzielają się klienci.
W fazie tej wyróżnia się trzy okresy:
- dojrzałość wzrostową – gdy tempo wzrostu zaczyna spadać,
- dojrzałość stabilną (nasycenie),
- dojrzałość wygasającą – gdy wartość sprzedaży spada.

Faza dojrzałości charakteryzuje się tym, że klienci są w mniejszym stopniu podatni na reklamę, a decydujące znaczenie zaczyna mieć cena. To właśnie na tym etapie pojawiają się obniżki, promocje i opusty mające zachęcić konsumentów do kolejnych zakupów. Wprawdzie zyski jednostkowe maleją, zwłaszcza za sprawą zintensyfikowanej dystrybucji, ale produkt nadal ma nabywców i zapewnia firmie przychód.
Długość tego stanu rzeczy zależy od kilku czynników. Przede wszystkim od rodzaju branży (im stabilniejsza, tym faza dojrzałości dłuższa), gustów odbiorców, od tego, czy przedsiębiorstwo jest liderem na rynku, i od stopnia innowacyjności towaru (im bardziej przełomowy wynalazek, tym większą ma szansę dłużej istnieć na rynku). Producent może próbować przedłużyć tę fazę poprzez modyfikację jakości, cech użytkowych lub zewnętrznego wyglądu, co ma swoje uzasadnienie w zachowaniu poszczególnych segmentów rynku. Klienci znają już produkt dobrze i rozpoczynają poszukiwania jego odmian najbardziej zaspokajających ich potrzeby oraz dogodnych punktów sprzedaży.

## Spadek
W fazie tej następuje spadek produkcji i sprzedaży. Przestaje działać reklama i inne instrumenty promocji. Skutecznym instrumentem promocji może być obniżanie ceny, znalezienie nowych kanałów dystrybucji, zastosowań, klientów lub modyfikacja.
Ważne jest, aby w czasie, kiedy sprzedaż zaczyna spadać, przedsiębiorstwo zidentyfikowało słabe punkty firmy oraz zebrało dokładne informacje o dotychczasowej sprzedaży (udział w rynku, koszty, ceny). Dopiero na tej podstawie można podjąć decyzję o:
- pozostawieniu produktu na rynku,
- modyfikacji strategii,
- wycofaniu produktu z rynku.

Zmiana strategii może obejmować np. wycofanie produktu z nierentownych segmentów, a umocnienie pozycji towaru na jednym lub kilku najbardziej perspektywicznych bądź próby umocnienia pozycji firmy na całym rynku. Decyzja ta zależy w głównej mierze od otoczenia firmy oraz jej wewnętrznych możliwości. W przypadku, gdy firma postanowi wycofać produkt z rynku, konieczne jest zastanowienie się nad prędkością tego procesu i sposobem jego przebiegu. Wycofywanie może przebiegać gwałtownie lub umiarkowanie i wiązać się np. z odsprzedaniem produktu innym podmiotom – produkt nie znika wtedy z rynku, ale jedynie z portfela producenta. W przypadku dóbr trwałych koniecznym staje się odpowiedzenie na pytanie: w jaki sposób zapewnić serwis dotychczasowym klientom.

## Marketing mix a cykl życia produktu
| Marketing mix            | Faza wprowadzenia                                | Faza wzrostu                                     | Faza dojrzałości                                 | Faza spadku                                                |
| ------------------------ | ------------------------------------------------ | ------------------------------------------------ | ------------------------------------------------ | ---------------------------------------------------------- |
| Cena                     | Zapewniająca pokrycie kosztów, stosunkowo wysoka | Dostosowana do cen pojawiających się konkurentów | Dostosowana do cen pojawiających się konkurentów | Zdecydowana obniżka cen                                    |
| Dystrybucja              | selektywna                                       | intensywna                                       | intensywna                                       | ograniczenie kanałów dystrybucji, likwidacja nierentownych |
| Promocja: * reklama      | informująca                                      | nakłaniająca                                     | przypominająca                                   | informująca o promocji uzupełniającej                      |
| * public relations       | działania PR są konieczne podczas całego cyklu   | działania PR są konieczne podczas całego cyklu   | działania PR są konieczne podczas całego cyklu   | działania PR są konieczne podczas całego cyklu             |
| * sp. osobista           | w zależności od rodzaju produktu                 | w zależności od rodzaju produktu                 | w zależności od rodzaju produktu                 | w zależności od rodzaju produktu                           |
| * promocja uzupełniająca | nie ma potrzeby                                  | nie ma potrzeby                                  | nie ma potrzeby                                  | koniecznie                                                 |